# Eingangsportal Georgenberg-Friedhof (Spremberg)

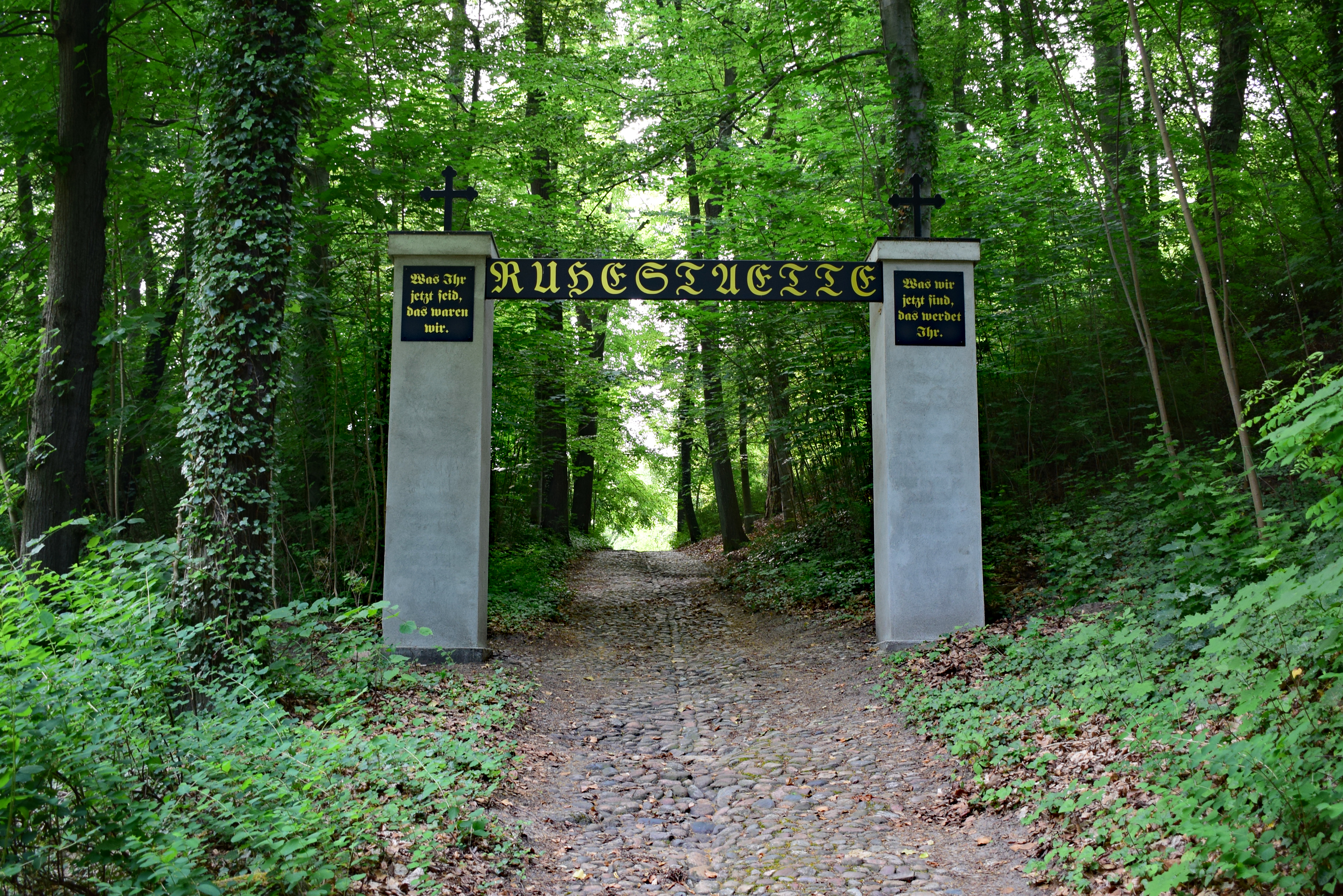
Eingangsportal Georgenberg-Friedhof 2018

Das Eingangsportal zum alten Georgenberg-Friedhof in Spremberg war im 19. Jahrhundert der Hauptzugang zum Georgenberg-Friedhof. Das Eingangsportal wurde vermutlich 1828 erbaut und in den 1970er Jahren abgerissen. Im Jahr 2017 wurde es auf Initiative des LAGA Verein e.V. wiederaufgebaut. Das Eingangsportal befindet sich im Geltungsbereich des Flächendenkmal „Ensemble Stadtpark mit Festwiese (Wiesengrund), Freilichtbühne, Schwanenteich, Slamer Friedhof, Bismarckturm, Loebenstein, Tietzstein“.

## Historie
Mit wachsender Einwohnerzahl Anfang des 19. Jahrhunderts machte es sich erforderlich, zusätzliche Begräbnisflächen für die Stadt Spremberg zu erschließen. So wurde im Jahr 1828 auf dem heutigen Gelände des Stadtparkes, der Georgenberg-Friedhof angelegt.
Die Zufahrt zum Friedhof erfolgte damals noch ausschließlich über einen schmalen gepflasterten Weg zum Friedhofsgelände. Am Beginn dieses Weges befand sich ein Eingangsportal, das vermutlich mit dem Anlegen des Friedhofgeländes im Jahr 1828 errichtet wurde.
Das Eingangsportal bestand aus zwei schlichten verputzten etwa 3,50 Meter hohen Pfeilern, die je von einem ungefähr siebzig Zentimeter hohem Metallkreuz gekrönt waren. Oberhalb zwischen den Säulen befand sich ein Metallband mit dem Fraktur-Schriftzug „RUHESTAETTE“. Das Eingangsportal konnte durch ein einfaches doppelflügeliges weißes Holztor verschlossen werden.
1865 wurden nachträglich an beiden Pfeilern Tafeln angebracht, die auf dem linken Pfeiler den Spruch „Was Ihr jetzt seid, das waren wir“ und auf dem rechten Pfeiler den Spruch „Was wir jetzt sind, das werdet Ihr“ zeigten. Diese Zitate wurden dabei offensichtlich von der Legende „Die drei Lebenden und die drei Toten“ abgewandelt.
Ab dem Jahr 1925 wurden in der nur wenige Meter oberhalb des Eingangsportals gelegene St.-Georg-Kapelle offiziell Totenfeiern abgehalten. Aus dieser Zeit stammt vermutlich auch der angelegte Treppenaufgang unmittelbar rechts hinter dem Eingangsportal, der direkt hinauf zur Kapelle führte.

## Verfall und Abriss
Mit der Schließung des alten Teils des Georgenberg-Friedhofs und der beginnenden Umgestaltung zum jetzigen Stadtpark in den 1970er Jahren verlor das Portal an Bedeutung und ursprünglicher Sinnhaftigkeit. Überlegungen des Erhaltes oder auch nur des Bewahrens für die Nachwelt gab es nicht. Verfall durch Witterungseinflüssen und Vandalismus setzen dem Eingangsportal weiter zu. Die letztendliche Beseitigung war also nur noch eine Frage der Zeit.
Dieser Zeitpunkt war dann offensichtlich mit dem Abriss der St.-Georg-Kapelle im Jahr 1970 gekommen. Leider gibt es dafür keine verlässliche Quelle, so das nur angenommen werden kann, das der Abriss zu diesem Zeitpunkt erfolgte. Zuschriften in regionalen Zeitungen zu alten Fotos des Eingangsportales stützen diese Annahme.

## Planungen
Mit dem Abriss des Eingangsportals war dies zwar auf dem Georgenberg verschwunden, aber damit längst nicht aus den Köpfen der Spremberger. Jeder „alte“ Spremberger kannte die Sprüche, die die Pfeiler einst zierten, und der Wunsch nach einem Wiederaufbau wurde laut. Zu Zeiten der DDR und Mangelwirtschaft war dies undenkbar, erst mit der politischen Wende im Jahr 1989 ergaben sich entsprechende Möglichkeiten.
Erste Überlegungen für einen Wiederaufbau gab es dann bereits in den 1990er Jahren, die aus finanziellen Gründen aber nicht weiter verfolgt wurden. Erst im Jahr 2016 entschied sich dann der Laga Verein e.V., dieses Eingangsportal im Zuge einer angestrebten Gesamtlösung mit der Errichtung einer Imagination der St.-Georg-Kapelle wiederaufzubauen.

## Wiederaufbau

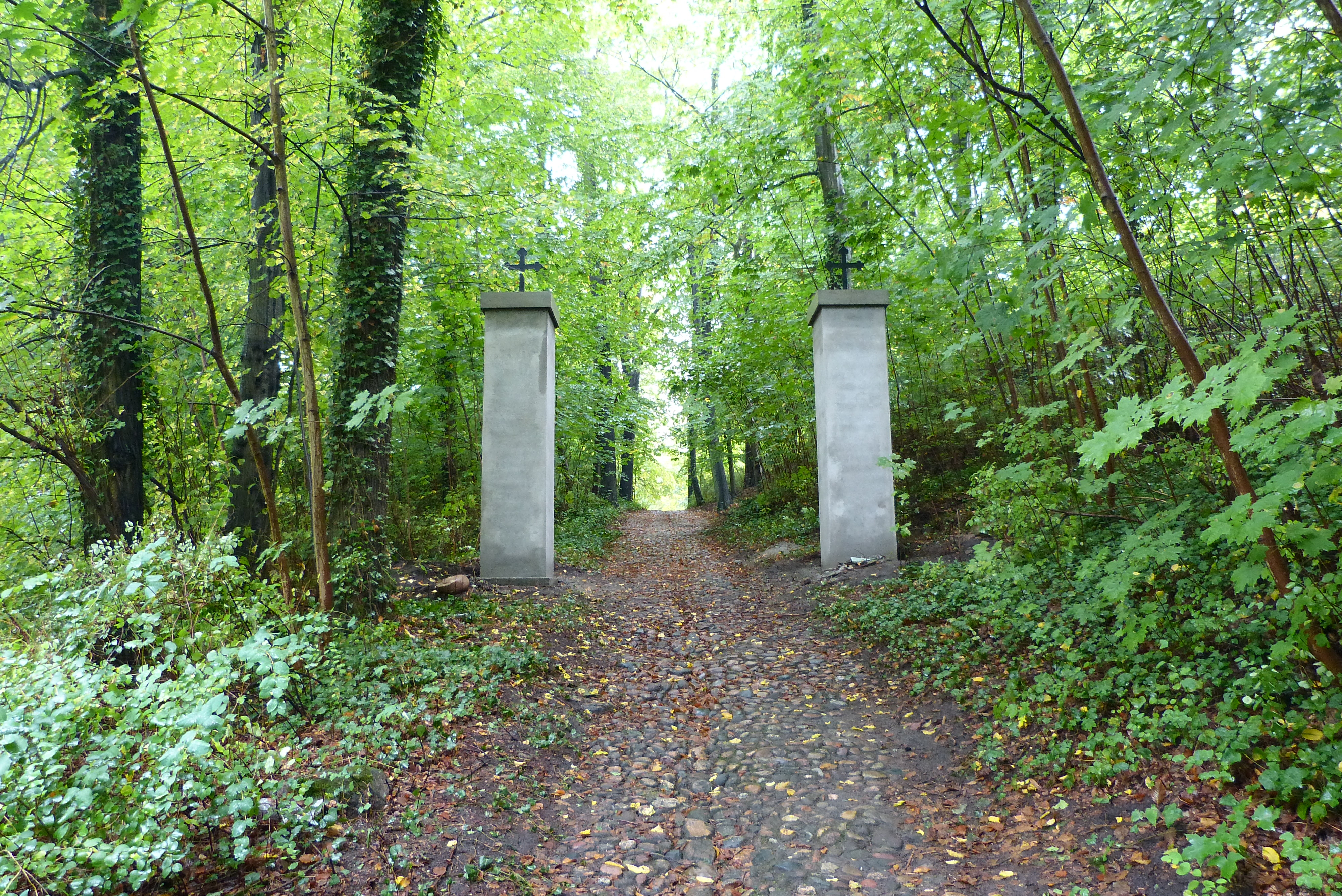
Aufbau Eingangsportal September 2017

Da es weder alte Planungsunterlagen noch überlieferte Zeichnungen gab, konnten alle Maße nur durch Aufmaß auf alten Postkarten oder Fotos ermittelt werden. Einziger Anhaltspunkt für den Wiederaufbau waren die im September 2016 bei einer Suchgrabung wiederentdeckten Fundamentreste, mit deren Hilfe die exakten Standorte der Torpfeiler und deren Grundfläche bestimmt werden konnten.
Am 17. November 2016 erfolgte die denkmalrechtliche Erlaubnis der Unteren Denkmalbehörde aus Forst mit entsprechenden Auflagen. Das Eingangsportal ist und war dabei aber nie selbst Denkmal oder in entsprechenden Denkmallisten eingetragen, es befindet sich aber im Geltungsbereich des Flächendenkmals „Ensemble Stadtpark mit Festwiese (Wiesengrund), Freilichtbühne, Schwanenteich, Slamer Friedhof, Bismarckturm, Loebenstein, Tietzstein“.
Sämtliche Arbeiten rund um den Wiederaufbau des Eingangsportals konnten durch regionale Handwerksbetriebe erbracht werden. Am 11. September 2017 begann der Wiederaufbau mit dem mauern der Pfeiler, was dann bereits am 21. September 2017 mit dem setzen der geschmiedeten Kreuze auf den Säulen abgeschlossen werden konnte.
Die Kreuze, welche die Torpfeiler nun wieder krönen, wurden aus Stahl geschmiedet, feuerverzinkt und anschließend matt schwarz pulverbeschichtet. Sie haben eine Größe von 750 mm × 520 mm und sind ebenso wie die Pfeiler nur nach Aufmaß auf alten Postkarten gefertigt worden.
Die beiden Spruchtafeln mit jeweils 650 mm × 600 mm und das Querband mit 3360 mm × 350 mm wurden in Edelstahl und ebenfalls matt schwarz Pulverbeschichtet hergestellt. Die beauflagte Frakturschrift wurde mittels Folie im Negativverfahren aufgebracht und dann Goldfarben lackiert.
Am 21. Dezember 2017 konnten dann die Spruchtafeln an den Pfeilern sowie das Querband zwischen den Pfeilern angebracht und damit der Wiederaufbau abgeschlossen werden. Die offizielle Einweihung des Eingangsportales erfolgte am 14. April 2018.